# Campo Democracia de Timor Laste
Campo Democracia de Timor Laste – to stadion piłkarski w Dili w Timorze Wschodnim. Jest używany głównie dla meczów piłki nożnej u jest własnością Federacji Piłki Nożnej Timoru Wschodniego.